# ماکس تاوت
 ماکس تاوت (آلمانی: Max Taut؛ ۱۵ مهٔ ۱۸۸۴ – ۲۶ فوریهٔ ۱۹۶۷) معمار اکسپرسیونیست اهل آلمان بود.